# 11407 Madsubramanian
11407 Madsubramanian eller 1999 CV50 är en asteroid i huvudbältet som upptäcktes den 10 februari 1999 av LINEAR i Socorro County, New Mexico. Den är uppkallad efter Madhav Subramanian.
Asteroiden har en diameter på ungefär 3 kilometer.